# Giovanni Filippo Criscuolo

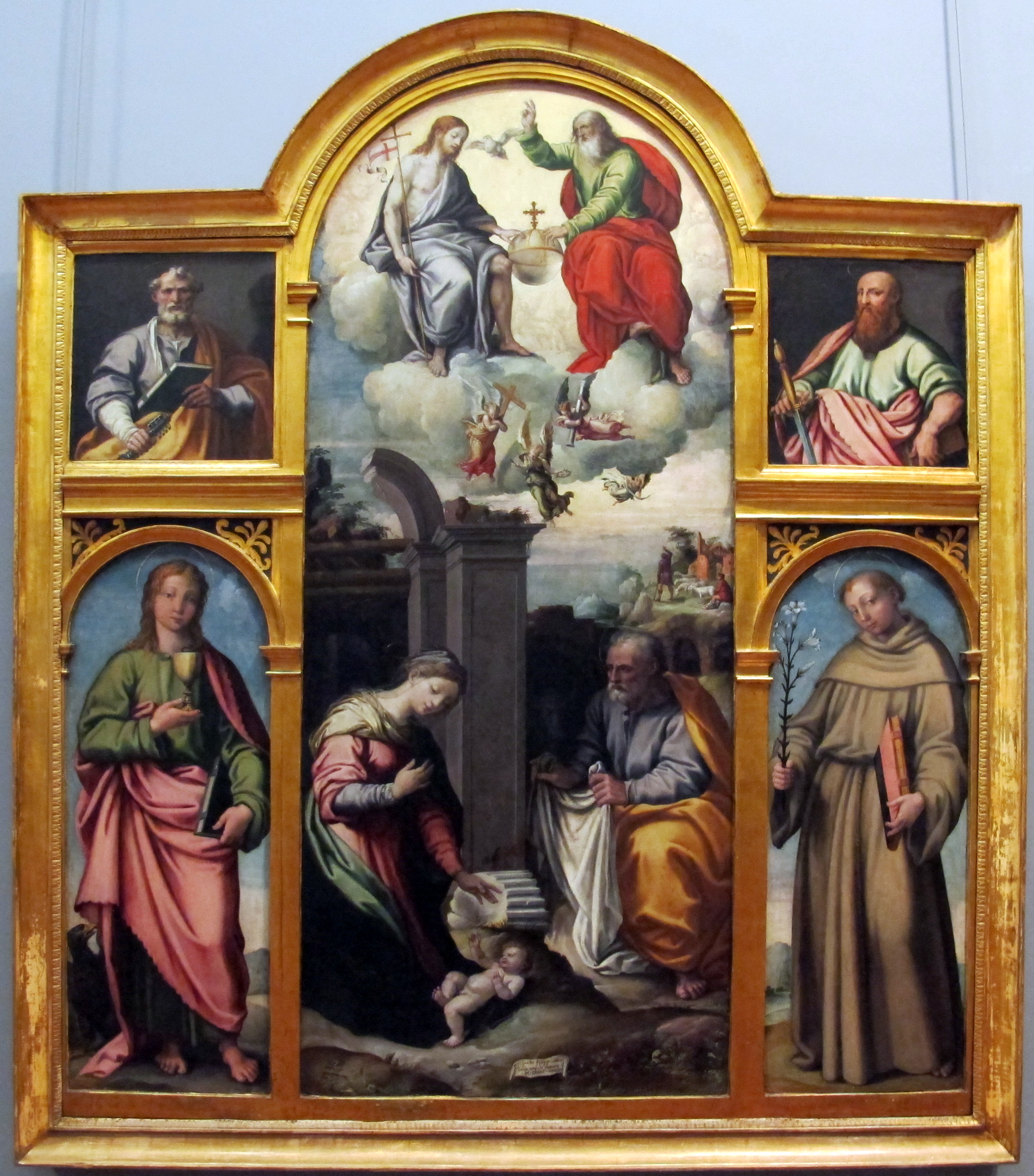
Adorazione del Bambino e santi, 1545, Museo di Capodimonte

Giovanni Filippo Criscuolo (Gaeta, 1495 – fra il 1570 e il 1584) fu un pittore di italiano del tardo Rinascimento.

## Biografia

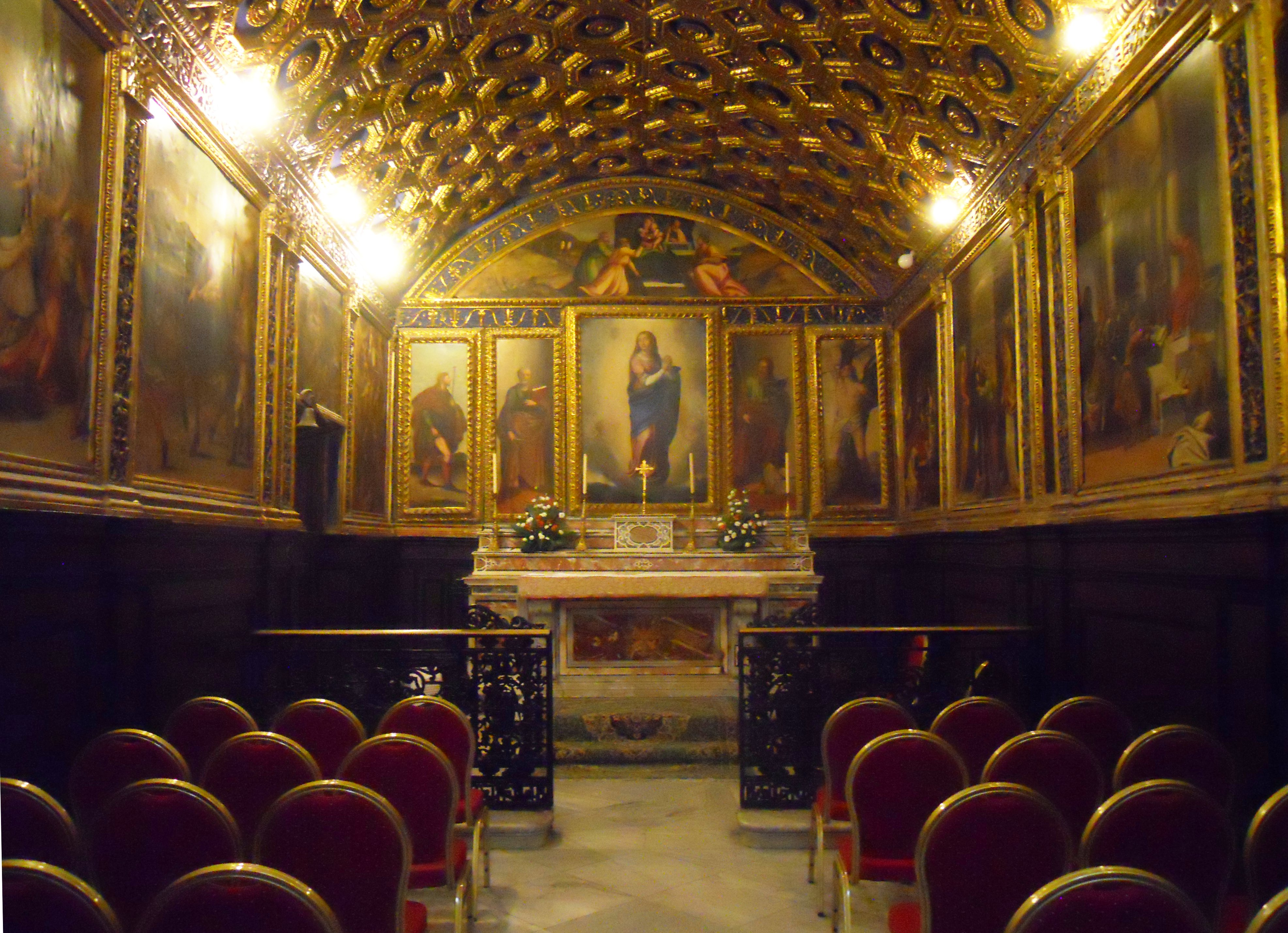
Ciclo pittorico della Grotta d'oro

Studia alla scuola di Andrea da Salerno e presso Perino del Vaga a Roma. Suo fratello Giovanni Angelico e sua figlia Mariangiola furono anch'essi pittori.
Inizia la sua carriera di pittore nel 1529, aiutando Andrea da Salerno nella realizzazione di opere per il monastero di Montecassino. Poco dopo il suo maestro muore e Criscuolo diventa il pittore di riferimento nella natia Gaeta, dove realizza il ciclo della "Grotta d'oro" alla Chiesa dell'Annunziata nel 1531: 19 tele in cornici dorate intagliate in piccoli pilastri. Dopodiché scappa a Roma, come già accennato, per contrasti con il padre; alla scuola di Perino del Vaga viene influenzato dai capolavori di Raffaello Sanzio. In particolare, il suo stile si forma sul raffaellismo più eccentrico delle logge vaticane e su quello degli spagnoli Pedro Machuca e Alonso Berruguete, a cui unisce un ingenuo classicismo. Una pennellata più rapida e fluida caratterizza la fase matura della sua attività, cui risale il polittico del Museo di Capodimonte datato 1545. Morì intorno al 1584.
Del 1529 è anche un altro dipinto: Sant'Andrea nella chiesa di Santa Maria delle Grazie a Napoli, dove realizza anche una Madonna con Bambino. Sempre a Napoli si possono ammirare l'Adorazione dei Magi nella chiesa di Santa Maria del Rosario, nella chiesa di San Lorenzo il suo Cristo che porta la Croce, nonché una bellissima Dormitio Virginis nella Chiesa del Gesù delle Monache.
Inoltre sono di sua mano un quadro di San Domenico realizzato per la basilica omonima e le Storie della Vergine conservate al Museo Pignatelli.
Nella sua ampia produzione sono catalogate anche opere presso il Museo del Duomo a Ravello, una tavola con Madonna col Bambino con San Michele Arcangelo attorniato da una corte di sei angeli attualmente nella cattedrale di Sant'Erasmo a Gaeta, una Crocifissione oggi nei locali del Banco di Napoli e le Storie cristologiche di San Paolo Maggiore, il Transito della Madonna presso il Museo provinciale campano di Capua.